# Большие платаны (картина Ван Гога)
«Большие платаны» (англ. The Large Plane Trees, также «Дорожные рабочие в Сен-Реми») — картина Винсента Ван Гога, написанная художником в 1889 году в Сен-Реми-де-Прованс, изображающая дорожные работы под осенними платанами с жёлтыми листьями. С 1947 года находится в Художественном музее Кливленда (галерея 222b) в Огайо.

## История
В мае 1889 года Ван Гог добровольно поместил себя в приют Сен-Поль недалеко от небольшого городка Сен-Реми-де-Прованс. Его врачи вскоре дали ему разрешение рисовать на однодневных экскурсиях по окружающим полям. Прогуливаясь по Сен-Реми в ноябре 1889 года, он был впечатлён видом рабочих, ремонтирующих дорогу под огромными платанами. Он написал своему брату Тео: «Несмотря на холод, я до сих пор продолжал работать на улице, и я думаю, что это приносит мне пользу и работе тоже».

## Описание
Картина «Большие платаны» была написана художником в то время как он был пациентом в больнице Сен-Поль в Сен-Реми-де-Прованс. На этой картине художник изобразил дорожные работы в Сен-Реми и осенние жёлтые листья платанов. Спеша запечатлеть пожелтевшие листья, он нарисовал композицию на необычной хлопчатобумажной ткани с узором из маленьких красных ромбов, видимых на многих неокрашенных участках картины.
Ван Гог написал похожую сцену в «Дорожных работниках», находящуюся сейчас в Собрании Филлипса в Вашингтоне. В 2013 году обе картины были выставлены вместе в рамках выставки «Повторения Ван Гога» в коллекции Филлипса. Анализ показал, что под верхнем слоем картины «Большие платаны» лежит толтый слой ранних мазков, тогда как картина «Дорожные работники» сразу писалась такой как она выглядит сейчас, показывая, что последняя была копией с практически идентичными очертаниями и некоторыми поправками.